# رنه ریچاردز
رنه ریچاردز (انگلیسی: Renée Richards؛ زاده ۱۹ اوت ۱۹۳۴) تنیس‌باز تراجنسی اهل ایالات متحده آمریکا است.